# Apokalyptisk retorik
Apokalyptisk retorik är de val av argument, topiker och stilfigurer talare använder i apokalyptiska tal och texter. Apokalyptiken förutsätter en linjär tidsuppfattning, från tidens början till tidens slut, där intresset fokuseras på tidens slut. Detta kan vara en upprättelse och räddning för en förtyckt grupp exempelvis i den judiska och kristna apokalyptiken i den yttersta domen. Men det kan också vara en dom där onda straffas och förgörs. Stephen O'Leary menar att tre topiker kännetecknar den apokalyptiska diskursen. 1) Ondska, gruppen upplever att onda händelser hotar gruppens existens; 2) tid, gruppen upplever att de lever i den yttersta tiden;  3) auktoritet, gruppen undrar vem de kan lita på i denna onda tid. Dessa topiker används fortfarande frekvent av politiska och religiösa ledare inför hotande katastrofer. Lyssnarna delar oftast en gemensam rädsla inför en förestående katastrof och får på så sätt en social tillhörighet och identifikation med varandra. Den apokalyptiska rädslan kan ta överhand över logik, kritiskt tänkande och sunt förnuft.

## Historik
Den först kända apokalyptiska berättelsen är det forntida Gilgamesheposet i Babylonien där gudarna straffar människorna med en syndaflod för att de syndat. Den apokalyptiska retoriken utvecklas sedan i den grekiska mytologin där kungar och gudars godhet, ondska och moral styrde över människornas öden och där apokalypsen berodde på människors tillkortakommanden. I Bibelns Johannes uppenbarelsebok används Syndafloden och mänsklighetens undergång som straff för de människorna som har vänt sig mot Gud. Samtidigt utlovas en ny himmel och en ny jord för dem som har sitt namn skrivet i Livets bok.
I modern tid tar religiösa och politiska ledare på sig rollen att som auktoriteter förutse och avslöja de katastrofer och den ondska som människor står inför om de inte följer ledarnas vilja. Samtidigt skapar den apokalyptiska retoriken en social tillhörighet att kämpa tillsammans mot de hot och den ondska som enligt auktoriteterna snart ska drabba människorna.